# Rtísxevo
Rtísxevo - Ртищево (rus) - és una ciutat de l'óblast de Saràtov, a Rússia.

## Geografia
Rtísxevo es troba a 172 km al nord-oest de Saràtov i a 561 km al sud-est de Moscou.

## Història
El poble de Rtísxevo fou mencionat per primer cop el 1666. El 1871 una estació de tren fou construïda prop del poble. Rebé l'estatus de ciutat el 1920. Del 1954 al 1957 pertanyé a la província de Balaixov.

## Ciutats agermanades
- Levice, Eslovàquia